# Frontschwein
Frontschwein (Argot alemán para "cerdo del frente"; ver Glosario de términos militares alemanes) es el decimotercer álbum de estudio de la banda sueca de black metal Marduk. Fue lanzado el 19 de enero de 2015 a través de Century Media Records. Es el primer álbum con Fredrik Widigs a cargo de la batería.

## Lista de canciones
Toda la música y letras compuestas por Marduk.
| N.º | Título                       | Duración |  |
| 1.  | «Frontschwein»               | 3:13     |  |
| 2.  | «The Blond Beast»            | 4:26     |  |
| 3.  | «Afrika»                     | 4:00     |  |
| 4.  | «Wartheland»                 | 4:17     |  |
| 5.  | «Rope of Regret»             | 3:52     |  |
| 6.  | «Between the Wolf-Packs»     | 4:28     |  |
| 7.  | «Nebelwerfer»                | 6:17     |  |
| 8.  | «Falaise: Cauldron of Blood» | 4:58     |  |
| 9.  | «Doomsday Elite»             | 8:11     |  |
| 10. | «503»                        | 5:12     |  |
| 11. | «Thousand-Fold Death»        | 3:45     |  |
| 12. | «Warschau III - Necropolis»  | 2:48     |  |

## Créditos
Marduk
- Mortuus – voz; arte y diseño
- Morgan (Patrik Niclas Morgan Håkansson) – guitarra
- Devo (Dan Evert Magnus Andersson) – bajo, ingeniería (audio)
- Fredrik Widigs – batería

Adicionales
- Jens Rydén – fotografía